# Kyle Wilson (Basketballspieler)
Kyle Wilson (* 13. November 1983 in Plano, Texas) ist ein US-amerikanischer Basketballspieler.
Der 2,06 m große Forward spielte in den USA für die Wichita State Shockers, mit denen er es in der Saison 2006/07 bis ins Achtelfinale der amerikanischen College-Liga NCAA schaffte. Mit einem Schnitt von 13,7 Punkten je Spiel war er bester Schütze des Teams.
Zur Saison 2007/08 wechselte Kyle Wilson in die Basketball-Bundesliga zum TBB Trier. Als sein Vertrag dort im November 2007 aufgelöst wurde, schloss sich Wilson dem österreichischen Bundesligisten WBC Kraftwerk Wels an. Am 15. März 2008 lief der Vertrag von Kyle Wilson beim WBC aus. Der Forward absolvierte 20 Spiele für den WBC und kam auf 9,2 Punkte im Schnitt.